# 水津浩志
水津 浩志（すいづ こうじ、1969年10月2日 - ）は、日本の男性声優、タレント。所属事務所は大阪テレビタレントビューロー（TTB）であったが、2016年9月30日をもって退社し、フリーとして活動を開始する。神戸学院大学法学部卒業。旧名は水津 光司。

## 経歴・人物
- 大阪市在住で、趣味は音楽や献血など。ミキサーを操作したり、ギターやベースの演奏もこなす。
- 最近[いつ?]では声優以外にケイ・オプティコムのキャスターとしても活躍、番組の撮影で大阪、京都やその周辺に出没することが多い。
- お酒全般（特にビール）に造詣が深く、日本ビール検定3級を取得している[4]。さらに2021年6月、同2級を取得したことを公表した[5]。

## 出演作品
※太字はメインキャラクター。

### ゲーム
- SNK VS. CAPCOM SVC CHAOS（サガット）
- 幕末浪漫 月華の剣士シリーズ（楓）
- ザ・キング・オブ・ファイターズシリーズ（シェン・ウー、楓）
- サムライスピリッツ 斬紅郎無双剣（花諷院骸羅）
- サムライスピリッツ新章 〜剣客異聞録 甦りし蒼紅の刃〜（ゴロツキ）
- ネオジオバトルコロシアム（楓、獅子王、真・獅子王）

#### テレビ
- ザ・ヒューマンリポーター
- 教育ウィークリー - リポーター[1]
- 土曜大好き!830 - 生CM
- MONOモノ倶楽部（読売テレビ）（ - 2022年3月31日）
- テレ○情報局（K-CATチャンネル） - 司会
- 水津浩志のお得でっせー!（K-CATチャンネル） - レポーター（2003年7月27日 - 2016年3月31日）
- 土曜ワイド劇場「刑事殺し 第2作『刑事の娘が拉致された！全裸殺人の復讐 警視庁に告ぐ！タイムリミットは午前0時』」（朝日放送） - キャスター役（初回放送：2008年）
- あいらぶカフェ（岡山放送） - 司会
- 買っChao!（eo光テレビ） - レポーター（2016年4月1日 - 2019年6月28日）
- ゲツ→キン（eo光テレビ） - 進行（毎週火曜日）（2016年7月8日 - 2020年9月29日）
- もっと買っCiao!（eo光テレビ） - レポーター（2019年7月5日 - 2020年6月26日）[6]
- 大阪マラソン2019（eo光テレビ） - 中継リポーター（2019年12月1日）
- 京絵巻京十色（洛西ケーブルビジョン） - ナレーター
- 河島あみるのくらしイチおし（eo光テレビ） - 進行（2021年1月1日 - ）[7]

### ラジオ
- Be Free!（エフエム・キタ） - DJ（ - 2016年9月28日）
- Hit＆Hit!（ラジオ大阪）  - アシスタント（2020年4月2日 - ）
- 水津浩志のゆるラジ（stand.fm） - （2021年2月16日 - ）

### CM・その他
- NTTドコモ
- カーセンサー[1]
- ホンダプリモ
- 京都サンガF.C. - スタジアムDJ
- パナソニックパンサーズ（V.LEAGUE） - イベントMC、スタジアムDJ